# Cidade FM (Campinas)
A Rádio Cidade FM é uma estação de rádio FM brasileira com sede em Campinas, que opera na frequência de 92,5 MHz, abrangendo cerca de 162 municípios num raio de 150 km, aproximadamente. A emissora é localizada na Rua Paulo Nogueira Filho, 17, no bairro Jardim São Gabriel, em Campinas, junto com a Laser FM. Seu slogan é: "A cidade ouve a Cidade".

## História
Fundada em 14 de julho de 1976, a Rádio Cidade de Campinas, FM 92,5 MHz, a primeira "Rádio Cidade" do Brasil, rapidamente se firmou como uma das maiores emissoras do Estado de São Paulo.